# Femeile în Africa

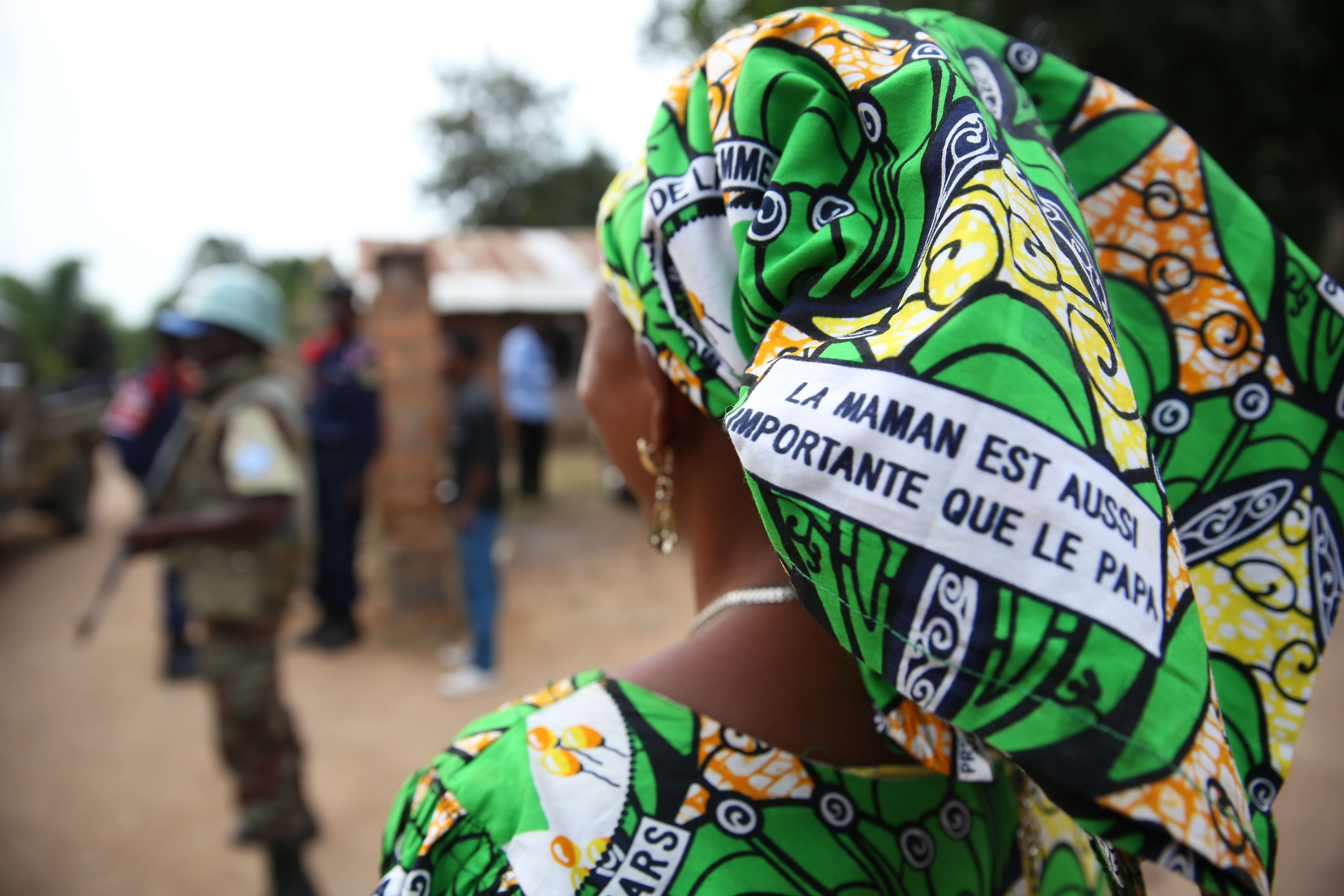
O femeie congoleză susține drepturile femeii cu mesajul „Mama este la fel de importantă ca tatăl” tipărit pe pagne a ei, 2015.

Cultura, evoluția și istoria femeilor care s-au născut, trăiesc și provin din continentul african reflectă evoluția și istoria continentului african însuși.
De-a lungul timpului, s-au realizat numeroase studii privind istoria femeilor din popoarele africane. Mare parte din aceste studii se referă mai ales la rolurile și statutul femeilor în anumite societăți și regiuni, precum Egipt, Etiopia, Maroc, Nigeria, Lesotho și Africa Subsahariană. De curând, cercetătorii au început să se axeze pe evoluția statutului femeilor în întreaga istorie a Africii, folosind surse mai puțin obișnuite, cum ar fi cântece din Malawi, tehnici de cusut din Sokoto și lingvistică istorică. 
Statutul femeilor în Africa diferă în funcție de regiune și de națiune. De exemplu, Rwanda este singura țară din lume în care femeile dețin mai mult de jumătate din locurile în parlament - 51,9% încă din iulie 2019, în timp ce în Maroc există o singură femeie în funcție politică. African Charter on Human and People's Rights a fost creat pentru a susține egalitatea de gen, prin încurajarea statelor membre de a renunța la discriminare și violență împotriva femeilor. În afară de Maroc și Burundi, toate statele africane au adoptat această rezoluție. Totuși, în ciuda acestor demersuri, femeile încă se confruntă cu probleme legate de discriminarea sexuală, cum ar fi niveluri disproporționate de sărăcie și educație, sănătate și nutriție precare, lipsa puterii de decizie politică, limitarea dreptului la muncă, violență sexuală, mutilarea genitală la femei și căsătoria minorilor.

## Istoria femeilor africane

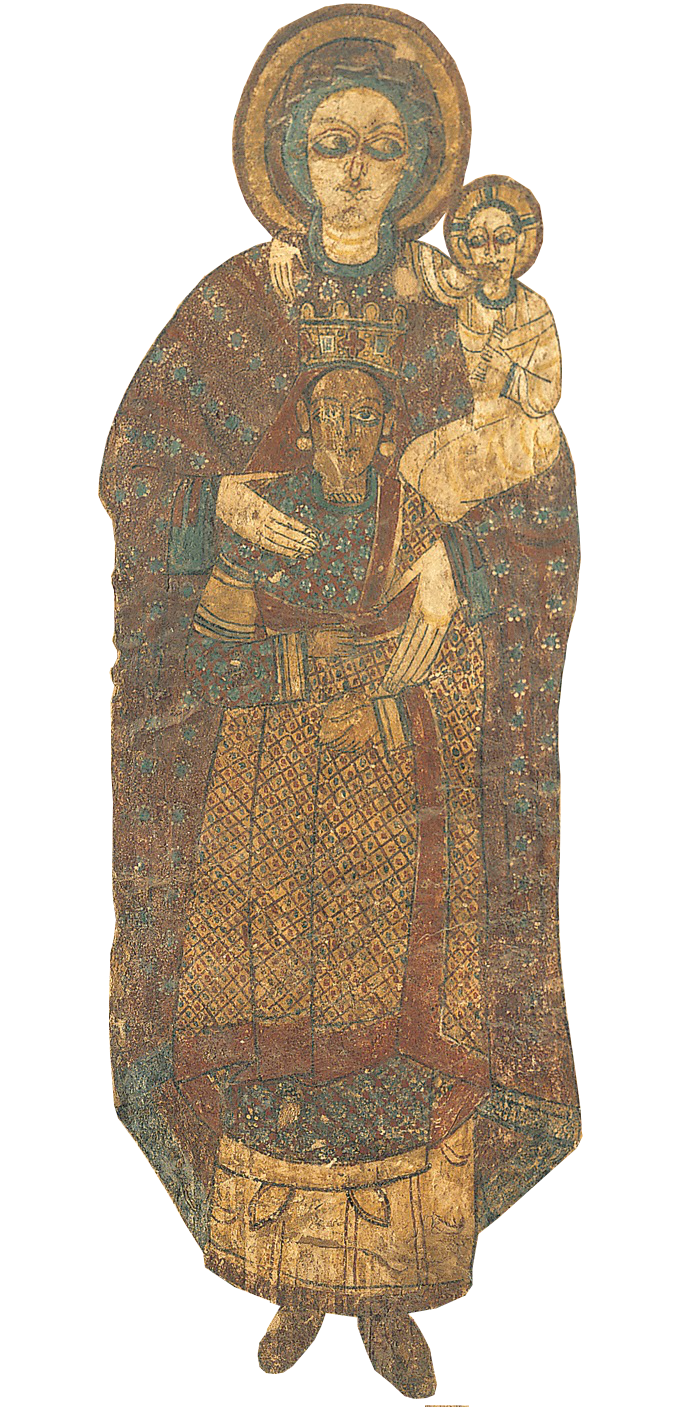
Pictură murală a unei nobile makuriene protejată de Fecioara Maria, sec. al XII-lea

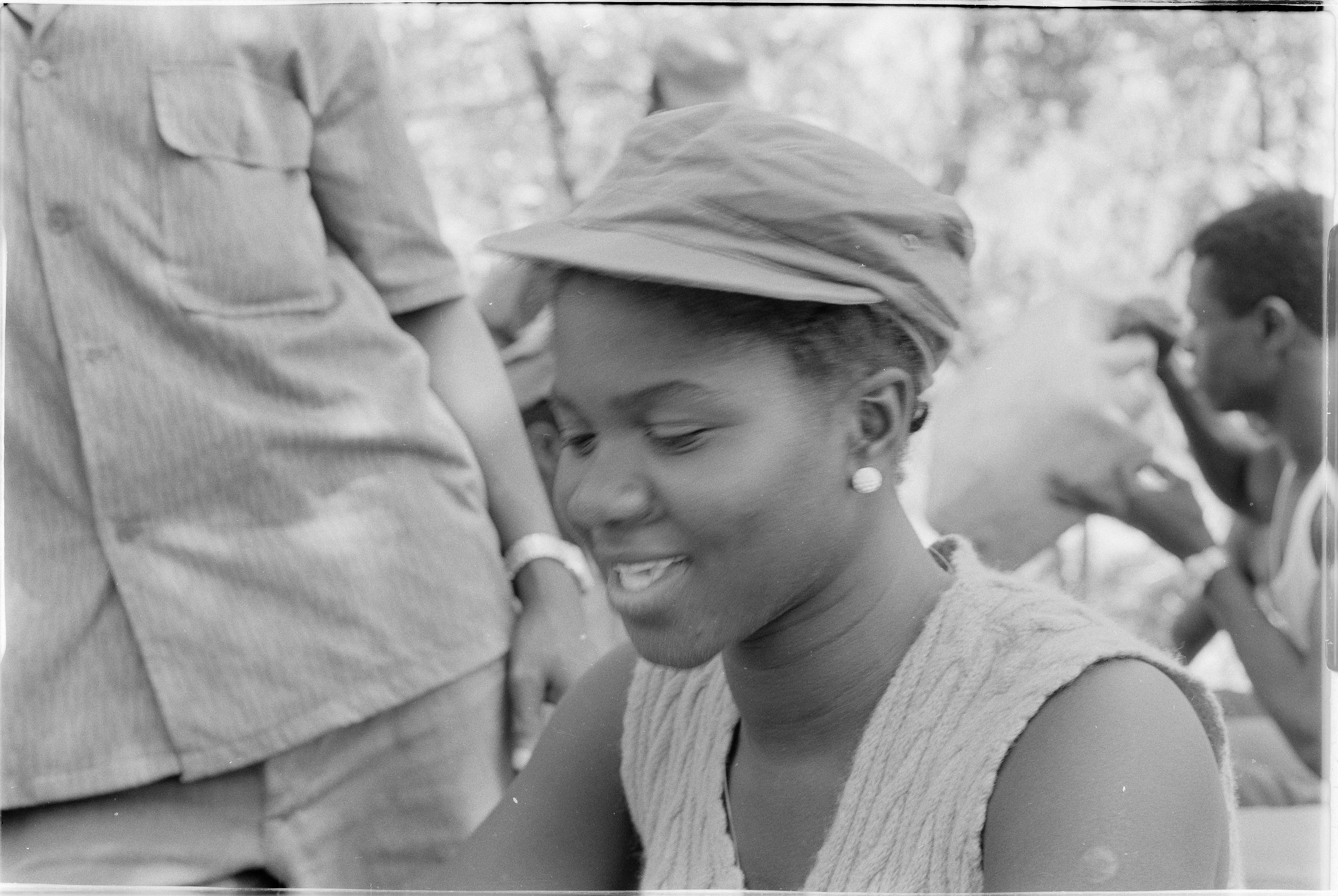
Femeie soldat din armata de eliberare PAIGC la un joc de cărți, Guineea-Bissau, 1973

Istoria femeilor în Africa este un domeniu relativ recent, apărut de îndată ce istoria Africii a devenit un subiect academic recunoscut și universal acceptat. Istorici precum Jan Vansina sau Walter Rodney au obligat mediul academic occidental să accepte existența societăților și statelor africane pre-coloniale în contextul mișcărilor de independență din Africa din anii 1960, deși s-au axat în principal pe istoria bărbaților. Ester Boserup, economistă daneză, și-a publicat cartea Women's Role in Economic Development în 1970. Cartea ei a prezentat rolul fundamental al femeilor în economia Africii, precum și perturbarea acestei ordini de către colonialism. Până în anii 1980, cercetătorii adunaseră deja date despre istoria femeilor pe continent, de exemplu: studiul lui George Brooks din 1976 despre femeile negustor din Senegalul pre-colonial, studiul lui Magaret Jean Hays din 1976 despre modul în care schimbările economice din Kenya colonială le-au afectat pe femeile din Luo, studiul lui Kristin Mann din 1985 despre căsătorie în Nigeria. De-a lungul timpului, istoricii au dezbătut rolul și statutul femeii în societatea precolonială versus societatea colonială, au cercetat reacția femeilor la diferite forme de opresiune și discriminarea bazată pe gen în ceea privește sarcinile domestice, au evidențiat contribuția femeilor în luptele naționale pentru independență,ba chiar au argumentat faptul că, în anumite contexte precoloniale, nici măcar nu poate fi vorba de categoria „femeie”. În cercetările lor, au descoperit că femeile au fost active timp de secole în toate regiunile africane, din punct de vedere istoric, economic și social. 

## Cultură

### Mediul casnic
Din 1940 până la declarația de independență a statului Maroc de sub tutela Franței în 1956, femeile marocane au trăit în unități familiale, așa-numite „gospodării închise” sau harem. Tradiția haremului s-a încheiat treptat odată cu obținerea independenței de către Maroc.
În Senegal, în mod tradițional, femeile erau responsabile de treburile domestice, precum gătitul, curățenia și îngrijirea copiilor. Tot ele efectuau majoritatea muncilor agricole, inclusiv plivitul și recoltarea pentru culturile de bază, cum ar fi orezul. În ultimele decenii, schimbările economice și urbanizarea au dus la migrarea multor tineri în orașe precum Dakar. Femeile din mediul rural s-au implicat din ce în ce mai mult în gestionarea resurselor forestiere din sat și în exploatarea morilor de mei și orez.

### În societate
Discriminarea de gen s-a intensificat pe continentul african în timpul perioadei coloniale. În perioada precolonială, femeile dețineau funcții de conducere în domeniul lor, iar în unele triburi, pentru perpetuarea dinastiei, exista tradiția de a acorda titlurile destinate exclusiv bărbaților doar descendenților regali pe linie maternă (de ex. Imperiul Așanti, Balobedu, Ijawland, regatele Wolof). Colonialismul a erodat aceste tradiții și puteri ale femeilor și a consolidat ceea ce era deja o societate patriarhală. Femeile au opus o rezistență dârză, în special în cazul revoltei femeilor Abeokuta în Nigeria. După obținerea independenței, statele suverane au impus normele de gen și structurile de clasă moștenite de la predecesorii colonialiști. Nici prima, nici a doua generație administrativă africană nu au reușit să restaureze puterea de drept a femeilor. Toate acestea au determinat o și mai mare opoziție, iar relativ recent s-au înregistrat ameliorări semnificative ale acestei situații.
Printre femeile cu titluri în istoria Africii se numără: Fatim Beye, Ndoye Demba și Ndate Yalla Mbodj din Senegal; Moremi, Idia, Amina, Orompoto, Nana Asma'u și Efunroye Tinubu din Nigeria; Yaa Asantewaa din Ghana; Yennenga din Burkina Faso; Hangbe din Benin; Regina din Saba, Zawditu și Embet Illen din Etiopia și Eritreea; Nandi din Africa de Sud și Hatșepsut din Egipt. Multe dintre femeile africane contemporane cu titluri sunt membre în African Queens and Women Cultural Leaders Network, o organizație pe bază de voluntariat.

### În literatură
Scriitori africani de seamă au scris în operele lor despre problemele cu care se confruntă femeile din Africa, printre aceștia fiind: Nawal El Saadawi (în cărți precum Woman at Point Zero și The Hidden Face of Eve), Flora Nwapa (Efuru), Ama Ata Aidoo (Anowa, Changes: A Love Story) și Buchi Emecheta (The Bride Price, The Slave Girl, The Joys of Motherhood).

## Educație

### Africa Subsahariană
Deși țările din Africa Subsahariană au depus eforturi considerabile pentru a asigura egalitatea accesului la educație pentru fete și băieți, 23% dintre fete nu beneficiază de educația de bază. Factori precum apartenența socială sau educația mamei influențează semnificativ accesul fetelor la educație. Deoarece este dificil să meargă la școală, de multe ori, singura formă de educație pe care o primesc fetele este cea de la mama lor. În Coasta de Fildeș, fetele al căror tată este absolvent de facultate au de 35 de ori mai multe șanse de a-și continua studiile. Având în vedere faptul că în Africa Subsahariană 40% dintre fete se căsătoresc înainte de a împlini 18 ani, de foarte mult ori, acestea sunt obligate să renunțe la școală pentru a-și întemeia o familie. Căsătoria timpurie confirmă tradiția culturală potrivit căreia educația fetelor este o risipă, deoarece părinții nu vor primi niciun beneficiu economic după ce fiica lor se va căsători și va pleca într-o altă familie. Astfel se ajunge la fenomenul cunsocut sub numele de favorizarea fiului, când familiile preferă să își trimită copiii băieți la studii în locul fiicelor, din cauza viitoarelor beneficii economice pe care le vor aduce băieții familiei. În plus, fetele care reușesc să meargă la școală, frecventează, de regulă, unități școlare de calitate inferioară. Aceste instituții sunt caracterizate de slaba calitate și diversitate redusă a cursurilor, precum și de cadre didactice insuficient pregătite. O altă problemă a sistemului de învățământ este segregarea materiilor școlare în funție de gen. Fetele urmează de regulă cursuri de biologie și noțiuni domestice, în timp ce băieții învață matematică, chimie, inginerie și pregătire vocațională. Potrivit datelor oferite de Institutul de Statistică UNESCO, 58,8% dintre femei erau analfabete în 2018. Ratele de alfabetizare variază semnificativ în Africa Subsahariană, de la Chad cu o rată de 14% de alfabetizare a femeilor, la o rată de 96% în Seychelles.
Africa de Sud
Potrivit analizei realizate de Rowena Martineau asupra disparităților educaționale dintre bărbați și femei în Africa de Sud, femeile au fost trecute cu vederea din punct de vedere istoric în sistemul de învățământ. Educația fetelor este mai puțin importantă decât a fraților lor, teama de agresiune sexuală este larg răspândită, presiunile sociale de a se căsători și de a întemeia o familie, toți acești factori împiedică accesul femeilor la educație. În plus, femeile aleg să studieze exclusiv pentru profesiile de asistentă medicală și învățătoare, ceea ce le reduce și mai mult posibilitatea unui loc de muncă mai bine plătit în STEM și contribuie, de asemenea, la inegalitatea de gen.
Sierra Leone
Încă de la fondarea țării în 1787, femeile din Sierra Leone au avut o influență majoră în dezvoltarea politică și economică a națiunii. Ele au jucat un rol important și în sistemul de învățământ, au înființat școli și licee, iar unele dintre aceste femei au fost celebrate prin ridicarea unei statui, precum Hannah Benka-Coker sau Lati Hyde-Forster, prima femeie care a absolvit Colegiul Fourah Bay și deținătoare a unui doctorat în drept civil de la Universitatea din Sierra Leone.
Angola
În Angola, au fost înființate grupuri precum Organizația Femeilor din Angola pentru a facilita accesul la educație și dreptul de vot. Organizația a susținut, de asemenea, adoptarea de legi anti-discriminare și pro-alfabetizare.

### Africa de Nord
În cele șapte țări care formează Africa Nordică (Algeria, Egipt, Libia, Maroc, Sudan, Tunisia și Sahara Occidentală), sistemul de învățământ și concepțiile privind educația femeilor au un statut unic, din cauza stării economice și credinței islamice. Normele de gen sunt extrem de strict definite pentru a proteja onoarea și modestia femeilor, ceea ce a devenit un obstacol greu de înlăturat pentru accesul femeilor la educație, întrucât ele trebuie să stea acasă și să aibă grijă de familie. Aceste concepții de gen împiedică accesul fetelor și femeilor la educație. Drept urmare, în țări din Africa Nordică, precum Egipt și Maroc, rata de alfabetizare este mult mai mică decât în alte țări cu probleme similare de gen. La fel ca în Africa Subsahariană, femeile profesează doar în învățământ, medicină și asistență socială. Stereotipurile de gen sunt predominante și datorită faptului că doar 20% dintre femei sunt angajate pe piața muncii. Astfel se naște un ciclu negativ, în care se presupune că femeile trebuie să stea acasă și să nu aibă acces la educație, ceea ce le împiedică să aibă studii și slujbe bine plătite.
Maroc
Rata de alfabetizare a femeilor din Maroc este de 65%, ceea ce este încă semnificativ mai mică decât rata de alfabetizare de 73% a femeilor din Africa Nordică. Femeile marocane trăiesc după un set strict de reguli și norme de gen. Studiul lui Agnaou din 2004 a constatat că, pentru 40% dintre femeile analfabete, cel mai mare obstacol în calea alfabetizării l-au constituit părinții lor. Într-o astfel de societate, în care alfabetizarea și educația sunt considerate lucruri specific masculine, nu există o politică puternică pentru educarea femeilor. Au existat diverse campanii de alfabetizare derulate de guvern, cum ar fi crearea Direcției de alfabetizare a adulților în 1997 și Carta națională pentru educație și formare. Aceste campanii de alfabetizare nu au înregistrat rezultate deosebite în reducerea analfabetismului din cauza finanțării limitate, lipsei de resurse umane și inerției culturale.

## Politică

### Africa de Nord
Algeria
Algeria este considerată o națiune relativ liberală, iar statutul femeii reflectă acest lucru. Spre deosebire de alte țări din regiune, egalitatea pentru femei este consacrată în legile algeriene și în constituție. Ele au drept de vot și pot candida la funcții politice.
Libia
De la independență, liderii libieni s-au angajat să îmbunătățească condiția femeilor, însă în limita valorilor arabe și islamice. Revoluția din 1969 a cerut împuternicirea femeilor și înlăturarea statutului inferior.
Niger
În Niger, multe dintre legile adoptate de guvern pentru a proteja drepturile femeilor nigeriene se bazează pe credințele musulmane.
Republica Arabă Democrată Saharawi 
Femeile din Republica Arabă Democrată Saharawi sunt femei care s-au născut, care locuiesc sau sunt din Republica Arabă Democrată Saharawi (SADR) în regiunea Sahara Occidentală. În societatea saharawi, femeile dețin responsabilități în egală măsură cu bărbații la fiecare nivel al comunității și organizării sociale. Articolul 41 din Constituția Republicii Arabe Democrate Saharawi declară că statul va urmări „promovarea femeilor și participarea [lor] politică, socială și culturală la construirea societății și la dezvoltarea țării”.

### Africa de Vest
Benin
Problema drepturilor femeilor în Benin s-a îmbunătățit considerabil de la restabilirea democrației și ratificarea Constituției și de la adoptarea Codului personal și al familiei în 2004, prin care au fost lăsate în urmă diferite tradiții de a trata femeile în mod inegal. Totuși, inegalitatea și discriminarea persistă. Poligamia și căsătoria forțată sunt ilegale, dar încă mai apar.
Nigeria
Libertatea și dreptul femeilor din Africa de a participa la conducere și la procesele electorale diferă în funcție de țară și chiar de grupuri etnice din cadrul aceleiași națiuni. De exemplu, în Nigeria, femeile din Nigeria de Sud au drept de vot încă din 1950 și candidează pentru funcții politice la alegerile nigeriene din 1959, în timp ce femeile din Nigeria de Nord nu au putut vota sau candida până în 1976.

### Africa Centrală
Republica Democrată Congo
Femeile din Republica Democratică Congo nu au atins o poziție de deplină egalitate cu bărbații, lupta lor continuă până în prezent. Deși regimul Mobutu a stabilit rolul important al femeii în societate și deși femeile se bucură de unele drepturi legale (de exemplu, dreptul de a deține proprietate și dreptul de a participa în sectoarele economice și politice), constrângerile cutumiare și juridice încă le limitează grav oportunitățile.
Rwanda
Claire Wallace, Christian Haerpfer și Pamela Abbott scriu că, în ciuda faptului că Rwanda are cea mai mare reprezentare a femeilor în parlament din lume, există trei probleme majore de gen în societatea ruandeză: volumul de muncă al femeilor, accesul la educație și violența de gen. Ei au ajuns la concluzia că atitudinile față de femei în instituțiile politice din Rwanda nu au fost acceptate în restul societății ruandeze și că pentru bărbați, dar nu și pentru femei, există diferențe de generație în ceea ce privește atitudinile bazate pe gen.

### Africa de Est
Seychelles
Femeile din Seychelles se bucură de aceleași drepturi legale, politice, economice și sociale ca bărbații. Societatea este în esență matriarhală. Mamele tind să domine în gospodărie, controlează majoritatea cheltuielilor curente și au grijă de bunăstarea copiilor. Mamele necăsătorite sunt des întâlnite, iar legea îi obligă pe tați să-și întrețină copiii. Bărbații sunt importanți pentru capacitatea lor de câștig, dar rolul lor domestic este relativ periferic. Femeile în vârstă pot conta, de obicei, pe sprijin financiar din partea membrilor familiei din casă sau de la copiii lor adulți.
Sudanul de Sud

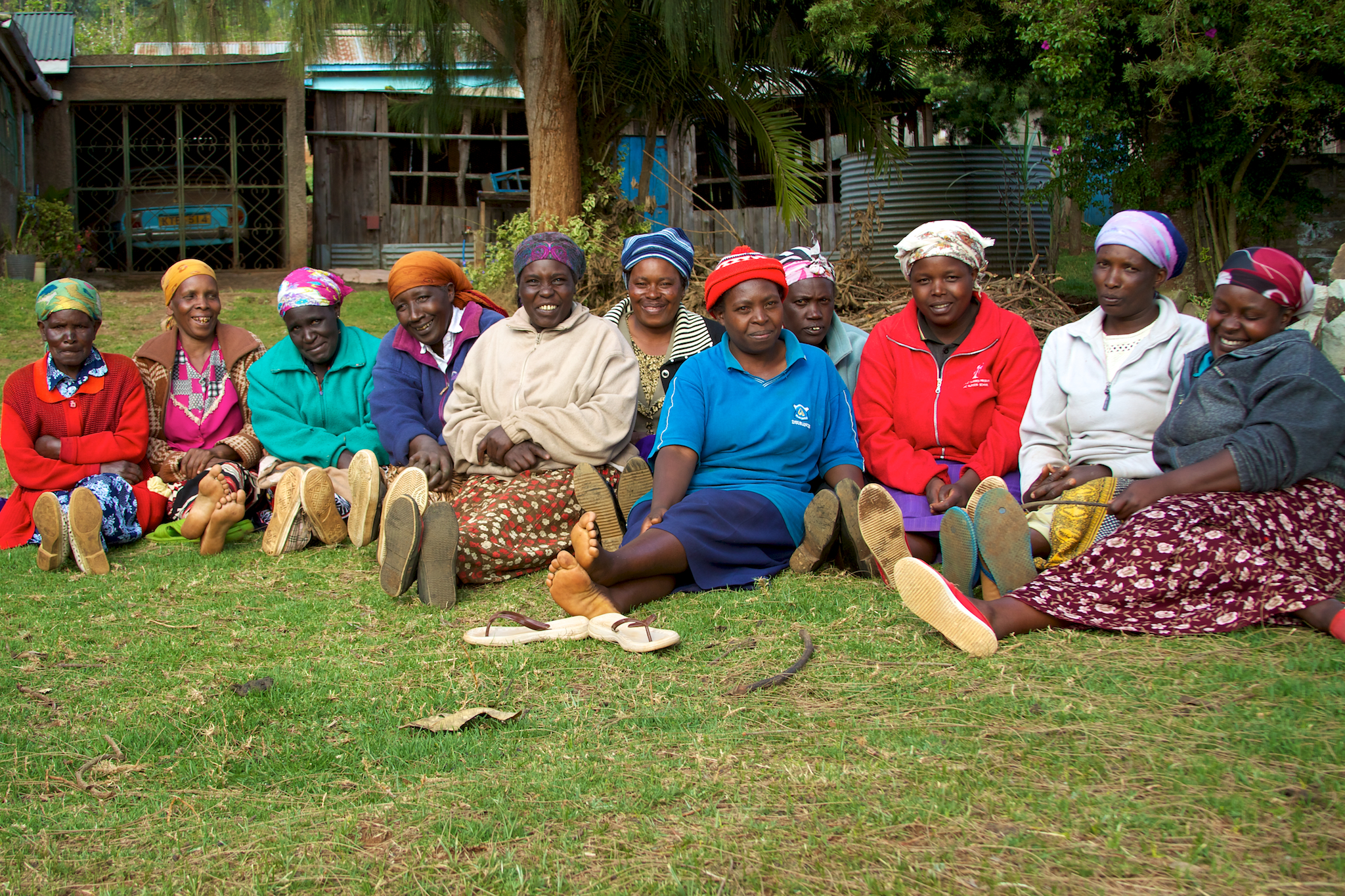
Un grup de femei din Limuru, în Kenia Centrală, 2010.

Femeile din Sudanul de Sud au fost active în mișcările de eliberare națională, au asigurat hrana și adăpostul soldaților, au avut grijă de copii și de răniți în timpul luptelor politice pentru independența națională. Un exemplu în acest sens este batalionul femeilor sau Katiba Banat.
Sudan
Sudan este o națiune în curs de dezvoltare care se confruntă cu multe provocări în ceea ce privește inegalitatea de gen. Freedom House a acordat Sudanului cel mai jos rang posibil printre regimurile represive în 2012. Sudanul de Sud a primit un rating puțin mai mare, dar a fost, de asemenea, evaluat negativ. În raportul din 2013, Sudan se află pe locul 171 din 186 de țări în ceea ce privește indicele dezvoltării umane. Sudan este, de asemenea, una dintre puținele țări care nu au semnat Convenția privind eliminarea tuturor formelor de discriminare împotriva femeilor. În ciuda acestor lipsuri, au existat schimbări pozitive în ceea ce privește egalitatea de gen în Sudan. Începând cu 2012, femeile reprezintă 24,1% din Adunarea Națională a Sudanului.
Uganda
Rolurile femeilor în Uganda sunt subordonate celor ale bărbaților, în ciuda responsabilităților economice și sociale substanțiale ale femeilor în numeroasele societăți tradiționale din Uganda. Femeile sunt învățate să accepte dorințele taților, ale fraților, ale soților și uneori și ale altor bărbați și să-și demonstreze subordonarea față de bărbați în majoritatea domeniilor vieții publice. Chiar și în anii 1980, femeilor din zonele rurale din Buganda li se cerea să îngenuncheze atunci când vorbeau cu un bărbat. În același timp, însă, femeile și-au asumat responsabilitățile principale pentru îngrijirea copiilor și agricultura de subzistență, iar în secolul al XX-lea, ele au adus contribuții financiare substanțiale din recoltele lor.

## Femei celebre
Ellen Johnson Sirleaf din Liberia este prima femeie președinte din Africa (2006-2018). În 2011 a primit Premiul Nobel pentru pace. De la alegerea lui Sirleaf în funcție, alte trei femei au deținut această funcție în tările lor, respectiv: Joyce Banda în Malawi, Ameenah Gurib în Mauritius și Sahle-Work Zewde în Etiopia. Alte femei cu funcții politice sunt: Sylvie Kinigi din Burundi, Luisa Diogo din Mozambic, Agathe Uwilingiyimana din Rwanda, Maria das Neves din Sao Tome și Principe, Aminata Toure din Senegal și Saara Kuugongelwa din Namibia. Fiecare dintre ele a deținut funcția de prim-ministru al țării sale.
În afară de domeniul politic, femeile africane s-au remarcat în domenii precum arta, literatura și activismul. Printre acestea se numără: scriitoarea și textiera imnului național din Sao Tome și Principe, Alda do Espirito Santo; cântăreața sud-africană și activistă pentru apartheid Miriam Makeba; scriitoarea nigeriană Chimamanda Ngozi Adichie; antreprenoarea etiopiană Bethlehem Alemu; arhitecta nigeriană Mariam Kamara; arhitecta și scriitoarea nigeriană Tosin Oshinowo.

## Violența de gen

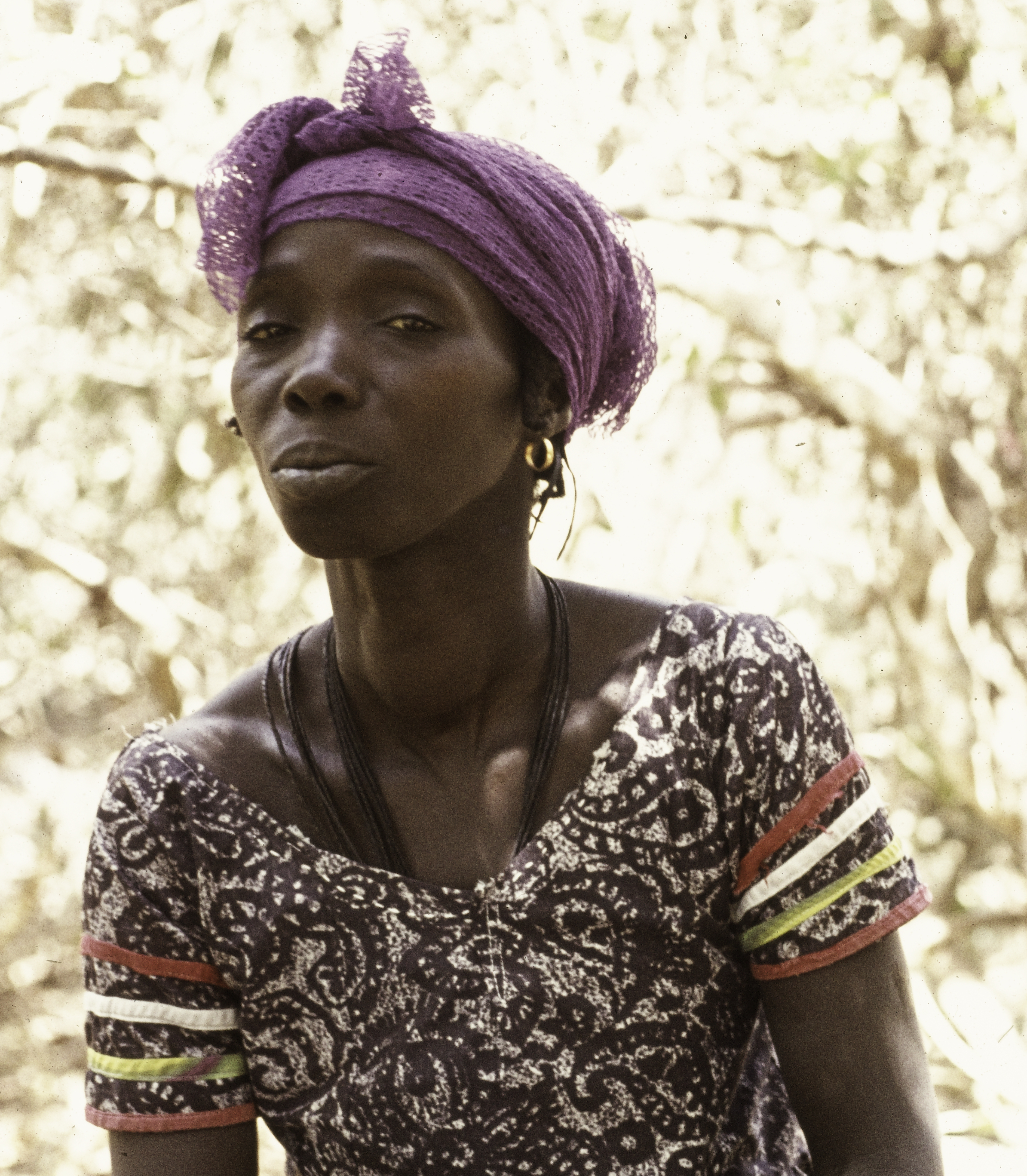
Femeie din Guineea-Bissau eliberată, 1974

Protocolul Maputo din 2003 al Uniunii Africane a abordat violența bazată pe gen împotriva femeilor, definită drept „toate acele acte comise împotriva femeilor care le cauzează sau le-ar putea cauza prejudicii fizice, sexuale, psihologice și economice, inclusiv amenințarea de a întreprinde astfel de acte; sau impunerea de restricții arbitrare sau privarea de libertăți fundamentale în viața privată sau publică în timp de pace și în situații de conflict armat sau de război”.

### Incriminarea legală a agresiunilor sexuale
În Benin, aplicarea legii împotriva violului, pentru care pedeapsa poate ajunge până la cinci ani de închisoare, este împiedicată de corupție, munca ineficientă a poliției și teama de stigmatizare socială. Incompetența poliției are drept rezultat reducerea majorității infracțiunilor sexuale la statutul de delicte minore. Violența domestică este larg răspândită, cu pedepse de până la trei ani de închisoare, dar femeile sunt reticente în a raporta astfel de cazuri, iar autoritățile tind să nu intervină în ceea ce sunt considerate în general probleme private.

### Mutilarea genitală a femeilor
În unele culturi africane, mutilarea genitală la femei este văzută ca o trecere tradițională de la copilă la femeie și o modalitate de a purifica corpul unei femei. Există patru niveluri de circumcizie feminină: tipul 1 implică îndepărtarea completă a clitorisului, tipul 2 depășește tipul 1 și îndepărtează și labiile mici, tipul 3 coase vaginul după o procedură de tip 2 și tipul 4 reprezintă orice mutilare a țesut vaginal. Procedura este foarte dureroasă și adesea practicată fără echipament medical adecvat și fără igienă, care conduc la un risc ridicat de infecție și durere cronică. Mutilarea genitală la femei este practicată în Senegal, Mauritania, Mali, Nigeria, Niger, Ciad, Egipt, Camerun, Sudan, Etiopia, Somalia, Kenya, Uganda, Republica Centrafricană, Ghana, Togo, Benin, Burkina Faso, Sierra Leone, printre altele.

### Feminicid
Feminicidul este definit la modul general ca „uciderea intenționată a femeilor”, care include crime de onoare, crime de răscumpărare, crime motivate de ură față de orientarea sexuală și pruncucidere feminină. Potrivit unui studiu din 2013, Africa de Sud are a patra cea mai mare rată de omucidere feminină, de 12,9 la 100.000 de femei ucise anual de parteneri intimi în Africa de Sud. Cu o rată de 7,5 la 100.000 de femei, femeile din Africa de Sud au de patru ori mai multe șanse de a fi ucise cu o armă decât o femeie din Statele Unite.
 